# Torre A2A
La Torre A2A es un rascacielos de Milán en Italia.

## Historia
Diseñada por los arquitectos Antonio Citterio y Patricia Viel, la torre está siendo construida como parte del proyecto de rehabilitación del histórico patio ferroviario de Porta Romana, en Milán, y será la nueva sede de A2A. El proyecto de la torre también incluye la revitalización de la Piazza Trento, en línea con los esfuerzos más amplios por reconectar y transformar la zona de Scalo Romana, que también albergará la Villa Olímpica de Milán para los Juegos Olímpicos de Milán-Cortina d'Ampezzo 2026. En 2022, la finalización de la torre estaba prevista para 2025, con su inauguración programada para 2026.

## Descripción
La torre alcanzará una altura de 144 metros. La forma del edificio recordará a la de una chimenea, y se prevé un mirador en la cima de la torre.